# Стефан Цвейг
Стефан Цвейг, або Штефан Цвайґ, також Цвайг (нім. Stefan Zweig; 28 листопада 1881, Відень — 22 лютого 1942, Петрополіс поблизу Ріо-де-Жанейро) — австрійський письменник, критик, біограф, драматург і журналіст. На піку своєї літературної кар'єри, у 1920-1930-х роках, був одним із найбільш перекладуваних і популярних письменників у світі.

## Біографія
Цвейг народився у Відні в родині багатого єврейського підприємця, власника текстильної мануфактури Моріца Цвейга (1845—1926) та Іди Бреттауер 1854—1938), дочки єврейської банківської родини. У мемуарах «Світ учора» Цвейг підкреслено скупо розповідає про своє дитинство і юність. Коли заходить мова про батьківський дім, гімназію, а потім університет, письменник свідомо не дає волі почуттям, наголошуючи, що на початку його життя все було так само, як у багатьох інших європейських інтелігентів зламу століть.

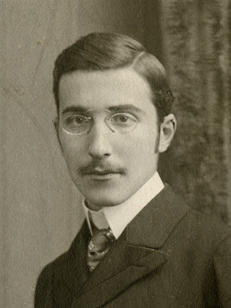
Стефан Цвейг біля 1900 року

Закінчивши Віденський університет у 1904 році, здобув докторський ступінь із дисертацією на тему «Філософія Іпполита Тена». Релігія не відігравала центральної ролі в його освіті. «Мої мати і батько були євреями лише через випадковість народження», — сказав Цвейг в інтерв'ю. Проте він не зрікся своєї єврейської віри і неодноразово писав про євреїв і єврейські теми, як у своєму оповіданні «Мендель-букініст».
У Цвейга були теплі стосунки з Теодором Герцлем, засновником сіонізму, з яким він познайомився, коли Герцль ще був літературним редактором Neue Freie Presse, тодішньої головної газети Відня; Герцль прийняв до публікації деякі з ранніх есе Цвейга. Незважаючи на дружбу з Герцелем, він не поділяв його переконання й, за словами Амоса Ілона, назвав книгу Герцля Der Judenstaat «дурним текстом, […] нісенітницею». Цвейг, відданий космополіт, вірив в інтернаціоналізм і європеїзм, у книзі «Світ учора» він ясно зазначає: «Я був упевнений у своєму серці від самого початку, що я є громадянином світу».
Цвейг вирушає до Лондона, Парижа (1905), подорожує Італією та Іспанією (1906), відвідує Індію, Індокитай, США, Кубу, Панаму (1912). Під час Першої світової війни, Цвейг служив в архіві військового міністерства і зайняв пацифістську позицію, як і його друг Ромен Роллан, лауреат Нобелівської премії з літератури 1915 року. У цей час відвідує Східну Галичину, споглядаючи вплив війни, що значно зміцнило його антимілітаристську позицію.
Останні роки Першої світової війни Цвейг мешкав у Швейцарії (1917—1918), а після війни оселився поблизу Зальцбурга. Цвейг приїхав до СРСР в 1928 році на урочистості з нагоди сторіччя від дня народження Льва Толстого. Цвейг досить скептично оцінив бурхливу бюрократичну діяльність керівної верхівки радянських республік. Загалом його ставлення до Радянського Союзу можна було тоді охарактеризувати як доброзичливо-критична цікавість.
Цвейг товаришував з такими відомими особистостями як Райнер Марія Рільке, Еміль Верхарн, Ромен Роллан, Франс Мазереель, Огюст Роден, Томас Манн, Зигмунд Фрейд, Джеймс Джойс, Герман Гессе, Герберт Веллс, Поль Валері. У роки Першої світової війни Цвейг опублікував ліричний нарис про Р. Роллана, назвавши його «сумлінням Європи». Цвейг присвятив есе Максимові Горькому, Томасові Манну, Марселеві Прусту і Йозефові Роту.
У 1934 році, після приходу Гітлера до влади в Німеччині, Цвейг виїхав з Австрії до Англії, жив спочатку в Лондоні, а потім з 1939 року в Баті. У рамках підготовки до операції «Зеельове» був складений список осіб, які мали бути затримані нацистами відразу після завоювання Британських островів, так звана Чорна книга; Цвейг разом із його лондонською адресою був вказаний на сторінці 231. Цвейг і його друга дружина перетнули Атлантику до Сполучених Штатів, оселившись у 1940 році в Нью-Йорку; вони жили два місяці як гості Єльського університету в Нью-Гейвені, штат Коннектикут, потім вони орендували будинок в Оссінінгу, Нью-Йорк.

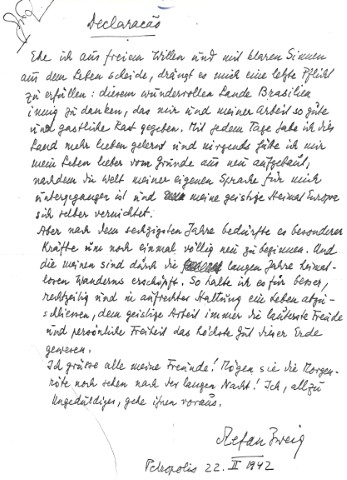
Передсмертний лист Стефана Цвейга

22 серпня 1940 року вони знову переїхали до Петрополіса, колонізованого німцями гірського міста за 68 кілометрів на північ від Ріо-де-Жанейро. Цвейг, відчуваючи дедалі більшу пригніченість через ситуацію в Європі та майбутнє людства, писав у листі до автора Жуля Ромена: «Моя внутрішня криза полягає в тому, що я не можу ототожнити себе зі собою паспорта, собою вигнанця». 23 лютого 1942 року Цвейгів знайшли мертвими від передозування барбітуратом у їхньому будинку. Він був у розпачі щодо майбутнього Європи та її культури. «Я вважаю, що краще завчасно і здорово завершити життя, в якому інтелектуальна праця означала б найчистішу радість, а особиста свобода — найвище благо на Землі», — писав він у предсмертному листі.
Еріх Марія Ремарк так написав про це в романі «Тіні в раю»: «Якби того вечора у Бразилії, коли Стефан Цвейг і його дружина скінчили життя самогубством, вони могли вилити кому-небудь душу хоч би по телефону, нещастя, можливо, не сталося б. Але Цвейг опинився на чужині серед чужих людей».
Будинок Цвейгів у Бразилії пізніше перетворили на культурний центр і тепер відомий як Будинок Стефана Цвейга.

## Творчість
Новели Цвейга — «Амок» (Amok, 1922), «Сум'ятиця почуттів» (нім. Verwirrung der Gefühle, 1927), «Шахова новела» (нім. Schachnovelle, 1941) — зробили ім'я автора популярним у всьому світі. Критична думка щодо його творчості різко розділилася між тими, хто хвалить його гуманізм, простоту та ефективний стиль, і тими, хто критикує його літературний стиль як бідний, легкий і поверхневий.
Цвейг найбільше відомий своїми новелами (зокрема, «Королівська гра», «Амок» і «Лист незнайомої», екранізований у 1948 році Максом Офюльсом), романами («Сум'яття почуттів», «Нетерпіння серця») і біографіями (зокрема, Еразма Роттердамського, Фердинанда Магеллана та Марії, королеви Шотландії, а також посмертно опубліковану про Бальзака). Його біографія королеви Марії Антуанетти 1932 року була адаптована Metro-Goldwyn-Mayer як фільм 1938 року з Нормою Ширер у головній ролі.
Мемуари Цвейга, «Світ учора», були завершені в 1942 році за день до того, як він покінчив життя самогубством. Твір широко обговорювали як дослідження про те, «що означало бути живим між 1881 і 1942 роками» в Центральній Європі; книга викликала як похвалу критиків, так і вороже відхилення.
Цвейг тісно спілкувався з Ріхардом Штраусом і написав лібрето для Die schweigsame Frau («Мовчазна жінка»). Відомо, що Штраус кинув виклик нацистському режиму, відмовившись санкціонувати видалення імені Цвейга з програми для прем'єри твору 24 червня 1935 року в Дрездені. У результаті Геббельс відмовився відвідати прем'єру, як було заплановано, і оперу заборонили після трьох вистав.
Під час свого перебування в Бразилії, Цвейг написав книгу «Brasilien, Ein Land der Zukunft» (Бразилія, країна майбутнього), яка складалася зі збірки нарисів про історію та культуру його новоприйнятої країни.
Цвейг був пристрасним збирачем рукописів. Колекція Цвейга знаходиться в Британській бібліотеці, в Університеті штату Нью-Йорк у Фредонії та в Національній бібліотеці Ізраїлю. Вона спеціалізується на нотних рукописах з автографами, включно з творами Баха, Гайдна, Вагнера та Малера. Її описують як «одну з найбільших у світі колекцій рукописів з автографами».

## Вибрана бібліографія

### Віршовані збірники
- «Срібні струни» (1901)
- «Ранні вінки» (1906)

### Драми, трагедії
- «Будинок біля моря» (трагедія, 1912)
- «Ієремія» (Jeremias, 1918, драматична хроніка)

### Цикли
- «Перші переживання: 4 новели з країни дитинства» (У сутінках, Гувернантка, Пекуча таємниця, Літня новела) (Erstes Erlebnis.Vier Geschichten aus Kinderland,1911)
- «Три майстра: Діккенс, Бальзак, Достоєвський» (Drei Meister: Dickens, Balzac, Dostoyevsky, 1919)
- «Боротьба з безумством: Гельдерлін, Клейст, Ніцше» (Der Kampf mit dem Dämon: Hölderlin, Kleist, Nietzsche, 1925)
- «Три співака свого життя: Казанова, Стендаль, Толстой» (Drei Dichter ihres Lebens, 1928)
- «Психіка та лікування: Месмер, Бекер-Едді, Фрейд» (1931)

### Новели

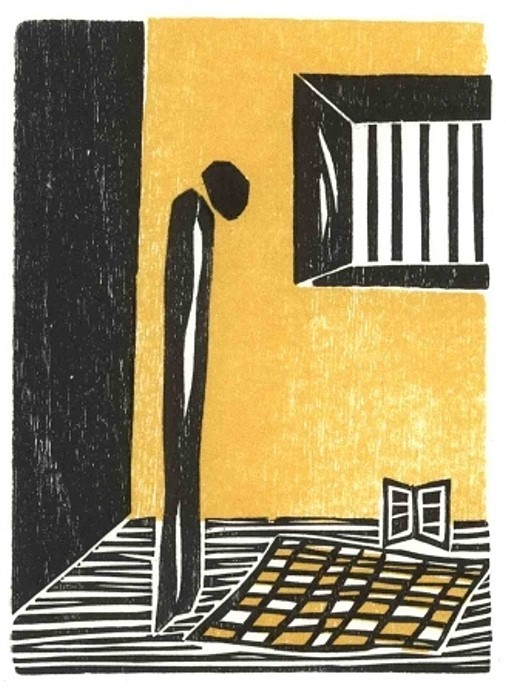
Обкладинка книги «Шахова новела»

- «Совість проти насильства: Кастелліо проти Кальвіна» (Castellio gegen Calvin oder. Ein Gewissen gegen die Gewalt, 1936)
- «Амок» (Der Amokläufer, 1922)
- «Лист незнайомки» (Brief einer Unbekannten, 1922)
- «Невидима колекція» (1926)
- «Сум'яття почуттів» (Verwirrung der Gefühle, 1927)
- «Двадцять чотири години з життя жінки» (1927)
- «Зоряні миті людства» (цикл новел, 1927)
- «Мендель-букініст» (1929)
- «Шахова новела» (1942)
- «Пекуча таємниця» (Brennendes Geheimnis, 1911)
- «У сутінках»
- «Жінка та природа»
- «Захід одного серця»
- «Фантастична ніч»
- «Вулиця в місячному світлі»
- «Літня новела»
- «Останнє свято»
- «Страх»
- «Лепорелла»
- «Невідворотна мить»
- «Вкрадені рукописи»
- «Гувернантка» (Die Gouvernante, 1911)
- «Примус»
- «Випадок на Женевському озері»
- «Таємниця Байрона»
- «Несподіване знайомство з новою професією»
- «Христина» (Rausch der Verwandlung, 1982)
- «Клариса» (не закінчено)

### Легенди
- «Легенда про сестер-близнючок»
- «Ліонська легенда»
- «Легенда про третього голуба»
- «Очі одвічного брата» (1922)

### Романи
- «Нетерпіння серця» (Ungeduld des Herzens, 1938)
- «Чад перетворення» (Rausch der Verwandlung, 1982)

### Белетризовані біографії, життєписи
- «Франс Мазерель» (Frans Masereel, 1923; спільно з Артуром Холічером)
- «Марія-Антуанетта: портрет ординарного характеру» (Marie Antoinette, 1932)
- «Тріумф та трагедія Еразма Роттердамського» (1934)
- «Марія Стюарт» (Maria Stuart, 1935)
- «Совість проти насильства: Кастелліо проти Кальвіна» (1936)
- «Подвиг Магеллана» («Магеллан. Людина та її діяння») (1938)
- «Бальзак» (Balzac, 1946, опублікована посмертно)
- «Амеріго. Повість про одну історичну помилку»
- «Жозеф Фуше. Портрет політичного діяча»

### Автобіографія
- «Вчорашній світ: спогади європейця» (Die Welt von gestern, 1943, опублікована посмертно)

### Статті, есе
- «Вогонь»
- «Діккенс»
- «Данте»
- «Промова до шістдесятиріччя Ромена Роллана»
- «Промова до шістдесятиріччя Максима Горького»
- «Сенс та краса рукописів (Промова на книжковій виставці в Лондоні)»
- «Книга як ворота в світ»
- «Ніцше»

## Екранізації
- 1948 р. — «Лист незнайомої» (Letter from an Unknown Woman) — фільм німецького режисера Макса Офюльса за однойменною новелою.
- 1979 р. — «Небезпечна жалість» (La pitié dangereuse) — двосерійний фільм французького режисера Едуара Молінаро за мотивами книги «Нетерпіння серця».
- 1979 р. — «Сум'яття відчуттів» (La confusion des sentiments) — фільм бельгійського режисера Етьєна Пер'є за однойменною новелою Цвейга.
- 1988 р. — «Пекельна таємниця» (Burning Secret) — фільм режисера Ендрю Біркіна, що тримав призи на Брюссельському та Венеційському кінофестивалях.
- 2001 р. — «Лист незнайомої» (Lettre d'une inconnue) — останній фільм французького режисера Жака Дере, екранізація однойменної новели.
- 2002 р. — «24 години з життя жінки» (24 heures de la vie d'une femme) — фільм французького режисера Лорана Буніка, екранізація однойменної новели.
- 2004 р. — «Лист незнайомої» (Yi ge mo sheng nu ren de lai xin) — фільм китайського режисера Сю Цзінлей.
- 2014 р. — «Готель „Ґранд Будапешт“» (The Grand Budapest Hotel) — фільм американського режисера Веса Андерсона, натхненний творами Цвейга.

## Переклади українською
У 1930-их роках Василь Софронов-Левицький надрукував оповідання «Ґувернантка» Стефана Цвайґа у львівському тижневику «Діло».
Переклади
- Стефан Цвайґ. «Лист незнайомої». Переклад з німецької: Василь Бобинський. Львів: «Ізмарагд»; Київ: «Західна Україна», 1928. 102 стор.
- Стефан Цвайґ. «Амок». Переклад з німецької: Василь Бобинський. Львів: «Ізмарагд»; Київ: «Західна Україна», 1928. 72 стор.
- Стефан Цвайґ. «Оповідання в сутінках». Переклад з німецької: Освальд Бургардт. // Сучасна чужоземна новела: Альманах. Київ: ДВУ, 1928. 179 стор.
- Стефан Цвайґ. «Збірник творів». Переклад з німецької: Василь Бобинський. Київ: «Західна Україна». 1929. ? стор.[25][26]
- Стефан Цвайґ. Новели. Переклад з німецької: Галина Яр; редакція та вступна стаття: Освалд Бурггардт. Київ: Сяйво, 1929. 249 стор.[27]
- Стефан Цвейг. Лист незнайомої: новели.[28] Переклад з німецької: Василь Бобинський за редакціїю Євгена Поповича. Київ: Дніпро, 1968. — 184 стор.
- Стефан Цвейг. Лист незнайомої: новели.[29] Переклад з німецької: Ірина Стешенко, Василь Бобинський за редакцією Євгена Поповича, Євген Попович; передмова Надія Матузова. Київ: Дніпро, 1981. 263 стор. (Зарубіжна новела ; Кн.35)
- Стефан Цвейг. «Пломбований поїзд»: оповідання. З німецької переклав: Віталій Коломієць. Київ: журнал «Всесвіт», № 11 за 1988 рік
- Стефан Цвейг. Марія Антуанетта: Портрет пересічності. Магеллан: Лідина та її діяння. Переклад з німецької: Петро Таращук, Іван Сойко; післямова К. Шахова. Київ: Дніпро, 1991. 590 с. (Життєписи: бібліотека історико-біографічної літератури) ISBN 5-308-00889-2, ISBN 978-530-8008-89-7
  - (передрук) * Стефан Цвайґ. Марія Антуанета: роман. Переклад з німецької: Петро Таращук. Київ: «Основи», 2007. 576 стор. (Зарубіжна класика). ISBN 966-500-270-8
- Стефан Цвейг. Чародій кохання: з книги «Три співці свого життя». Упорядкував і переклав з французької та німецької: Юрій Кузнєцов та Микола Шудря. // Стефан Цвейг. Любовні пригоди: з «Мемуарів»/ Джіакомо Казанова. Київ: Редакція газети «Вісті. Центр, спілки споживчих товарів України», 1993. 144 стор. ISBN 5-7707-4906-7
- Стефан Цвайґ. Жозеф Фуше: Портрет політичного діяча: роман. Переклад з німецької: Петро Таращук. Київ: «Основи», 2000. 285 стор. (Зарубіжна класика). ISBN 3-596-21915-9
- Стефан Цвейг. Новели. Переклад з німецької: ?; автор вступної статті та коментарів: Р. А. Кордуп . Харків: Ранок-НТ, 2003. 240 стор. ISBN 966-8082-35-4
- Стефан Цвейг. Лист незнайомої.[30] Переклад з німецької: Ірина Стешенко, Наталя Сняданко, Василь Бобинський; передмова: Дмитро Затонський. Харків: Фоліо; Київ: Інститут літератури ім. Т. Г. Шевченка Нац. акад. наук України, 2010. 411 с. (Бібліотека світової літератури). ISBN 978-966-03-4679-6 (передрук 2014 ISBN 978-966-03-6917-7)
- Стефан Цвейг. Лист незнайомки; Згасле серце; Амок; Страх: новели.[31] Переклад з німецької: Галина Яр, Василь Бобинський, Ірина Стешенко. Київ: Знання, 2016. 222 стор. (Скарби). ISBN 978-617-07-0392-7
- Стефан Цвейг. Зоряні миті людства: новели. Переклад з німецької: Василь Бобинський, Наталя Сняданко, Ірина Стешенко, Петро Таращук. Харків: Фоліо. 2017. 512 стор. ISBN 978-966-03-7179-8

Скорочені перекази та двомовні видання
- Стефан Цвейг. Новели. Переклад з німецької: ? Харків: Фоліо, 2006. — 223 с. ISBN 966-03-3399-4 (паралельно текст українською та німецькою)
- Стефан Цвейг. Марія Стюарт. Літературний переказ за мотивами роману С. Цвейга: І. Бондар-Терещенко; ілюстрації: В. Трунова. Харків: Фактор, 2007. — 111 с. (Бібліотека світової класики для дітей «Laterna magica»). ISBN 978-966-312-574-9